# Impatiens craddockii
Impatiens craddockii är en balsaminväxtart som beskrevs av Joseph Dalton Hooker. Impatiens craddockii ingår i släktet balsaminer, och familjen balsaminväxter. Inga underarter finns listade i Catalogue of Life.